# Nodisoplata diffinis
Nodisoplata diffinis är en stekelart som först beskrevs av Walker 1874.  Nodisoplata diffinis ingår i släktet Nodisoplata och familjen puppglanssteklar. Arten är reproducerande i Sverige. Inga underarter finns listade i Catalogue of Life.